# ドーモレコード
ドーモレコード（英: Domo Records）は、アメリカ合衆国のロサンゼルスを拠点にする会社である。内藤栄一が創設。会社名の由来は「全ての人々にどうもありがとう」という感謝の意を込めた言葉から来ている。ニューエイジ、ワールド、J-Popのジャンルを中心に、マネージメントやコンサートなどの業務も行っている。

## 所属アーティスト
（ABC順）
- Akasau
- Akiko Moriyako
- 小坂明子
- Benedetti Svoboda
- Chuck Barris
- Dave Eggar
- detroit7
- DJ OGGY
- Fumio
- Harleigh Cole
- Horny Toad
- JABBERLOOP
- Jazz On The Vine
- Jean-Francois Maljean
- Kino
- 喜多郎
- Lee Blaske
- Luis Perez
- Luis Villegas
- Metropolis
- ナワン・ケチョ
- Ninja Scroll
- Randy Armstrong
- レイ・オビエド
- Rin'
- Sapphron
- Shinji
- Steamboy
- Stephen DeRuby
- Steve Reid
- Tommy Malorda
- Uma
- Violet Burning,The
- ViVA Girls
- 渡邊奈央
- 吉田兄弟
- Yu-Xiao Guang

## 傘下レーベル
- D.I.A.A.株式会社　公式サイト　（日本語）    元 ： ドーモ レコード ジャパン
- KANPAI Records　公式サイト　（英語）
- DARUMA Label, inc.　公式サイト　（英語）
- HEI Global Entertainment, inc.　公式サイト　（日本語）